# Charlotte (circonscription fédérale)
Pour les articles homonymes, voir Charlotte.
Charlotte était une circonscription électorale fédérale du Nouveau-Brunswick, Canada, dont le représentant a siégé à la Chambre des communes de 1867 à 1966 et de 1996 à 1998.

## Histoire
Cette circonscription a été créée par l'Acte de l'Amérique du Nord britannique en 1867 et correspondait au Comté de Charlotte. Elle faisait partie des 15 circonscriptions fédérales originelles et fut abolie en 1966 lorsqu'elle fut intégrée dans la nouvelle circonscription de Carleton—Charlotte.
En 1996, une nouvelle circonscription portant le même nom fut créée. Elle était constituée du Comté de Charlotte, de la paroisse de Musquash (Comté de Saint-Jean), des paroisses de Petersville, Hampstead, Gagetown (Comté de Queens), des paroisses de Gladstone, Blissville, des villages de Tracy, Fredericton Junction (Comté de Sunbury), des paroisses de Canterbury, McAdam, Manners Sutton, North Lake, Kingsclear, New Maryland (sauf le village), Dumfries, Prince-William, des villages de Harvey, Meductic, de la réserve indienne Kingsclear 6 (Comté d'York), et des paroisses de Richmond, Northampton, d'une partie de celle Woodstock et de la ville de Woodstock (Comté de Carleton). Cette circonscription fut éphémère et son nom fut changé en Nouveau-Brunswick-Sud-Ouest en 1998.

## Liste des députés successifs
Cette circonscription fut représentée par les députés suivants :
|   | Législature | Date élection     | Député                        | Profession       | Parti                     |
| - | ----------- | ----------------- | ----------------------------- | ---------------- | ------------------------- |
|   | 1re         | 7 août 1867       | John Bolton                   | Homme d'affaires | Libéral                   |
|   | 2e          | 20 juillet 1872   | John McAdam                   | Marchand         | Libéral-Conservateur      |
|   | 3e          | 22 janvier 1874   | Arthur Hill Gillmor           | Marchand         | Libéral                   |
|   | 4e          | 17 septembre 1878 | Arthur Hill Gillmor           | Marchand         | Libéral                   |
|   | 5e          | 20 juin 1882      | Arthur Hill Gillmor           | Marchand         | Libéral                   |
|   | 6e          | 22 février 1887   | Arthur Hill Gillmor           | Marchand         | Libéral                   |
|   | 7e          | 5 mars 1891       | Arthur Hill Gillmor           | Marchand         | Libéral                   |
|   | 8e          | 23 juin 1896      | Gilbert White Ganong          | Instituteur      | Libéral-Conservateur      |
|   | 9e          | 7 novembre 1900   | Gilbert White Ganong          | Instituteur      | Libéral-Conservateur      |
|   | 10e         | 3 novembre 1904   | Gilbert White Ganong          | Instituteur      | Libéral-Conservateur      |
|   | 11e         | 26 octobre 1908   | William Frederick Todd        | Grossiste        | Libéral                   |
|   | 12e         | 21 septembre 1911 | Thomas Aaron Hartt            | Instituteur      | Conservateur              |
|   | 13e         | 17 décembre 1917  | Thomas Aaron Hartt            | Instituteur      | Gouvernement national     |
|   | 14e         | 6 décembre 1921   | Robert Watson Grimmer         | Marchand         | Conservateur              |
|   | 15e         | 29 octobre 1925   | Robert Watson Grimmer         | Marchand         | Conservateur              |
|   | 16e         | 14 septembre 1926 | Robert Watson Grimmer         | Marchand         | Conservateur              |
|   | 17e         | 28 juillet 1930   | Arthur D. Ganong              | Industriel       | Conservateur              |
|   | 18e         | 14 octobre 1935   | Burton Maxwell Hill           | Ingénieur        | Libéral                   |
|   | 19e         | 26 mars 1940      | Burton Maxwell Hill           | Ingénieur        | Libéral                   |
|   | 20e         | 11 juin 1945      | Andrew Wesley Stuart          | Fonctionnaire    | Libéral                   |
|   | 21e         | 27 juin 1949      | Andrew Wesley Stuart          | Pêcheur          | Libéral                   |
|   | 22e         | 10 août 1953      | Andrew Wesley Stuart          | Pêcheur          | Libéral                   |
|   | 23e         | 10 juin 1957      | Andrew Wesley Stuart          | Pêcheur          | Libéral                   |
|   | 24e         | 31 mars 1958      | Robert Dugald Caldwell Stuart | Avocat           | Progressiste-conservateur |
|   | 25e         | 18 juin 1962      | Allan McLean                  | Industriel       | Libéral                   |
|   | 26e         | 8 avril 1963      | Allan McLean                  | Industriel       | Libéral                   |
|   | 27e         | 8 novembre 1965   | Allan McLean                  | Industriel       | Libéral                   |
| ¹ |             |                   |                               |                  |                           |
|   | 36e         | 2 juin 1997       | Gregory Francis Thompson      | Homme d'affaires | Progressiste-conservateur |

¹ Abolition en 1966 puis recréation en 1996